# 343 إندستريز
343 اندستريز (بالإنجليزية: 343 Industries)‏ هي شركة أمريكية مطورة لألعاب الفيديو تقع في ريدموند، واشنطن ، الولايات المتحدة ، تأسست عام 2007 عن طريق مايكروسوفت جيم ستوديوز للإشراف على تطوير سلسلة هيلو والتي تشمل ألعاب فيديو ، قصص مصورة ، روايات ومحتويات وسائط متعددة . حيث أن شركة بنجي مطورة السلسلة انفصلت عن مايكروسوفت في 2007 وفي 2010 أعلنت أن هيلو: ريتش سوف يكون آخر جزء ستقوم بتطويره من السلسلة وأن الأجزاء القادمة سيتم تطويرها بواسطة 343 اندستريز، بعض الموظفين في بنجي انتقلوا للعمل في 343 اندستريز .

## من ألعابها
- هيلو 4
- هيلو: سبارتن أسلت
- هيلو 5: غارديانز